# Liam Payne
Liam Payne   (Wolverhampton, 29 d'agost de 1993 - Palermo, 16 d'octubre de 2024) va ser un cantant, compositor i guitarrista anglès que va pertànyer a la boy band One Direction. Després de fer una audició a The X Factor i ser-hi acceptat, la membre del jurat Nicole Scherzinger va suggerir que formés part d'un grup anomenat One Direction juntament amb Harry Styles, Niall Horan, Zayn Malik i Louis Tomlinson. La creació del grup es va fer realitat i els cinc van ser apadrinats per Simon Cowell. Van arribar a la final del programa i van quedar en tercer lloc. Encara que no van guanyar, Cowell va donar-los un contracte amb el seu segell discogràfic, Syco.

## Biografia

Liam l'any 2013

Al principi, Liam no aspirava ser cantant, sinó corredor olímpic. No obstant això, va decidir ser cantant després que es descobrís el seu talent a la seva escola i que fos rebutjat per formar part d'un equip olímpic. En la seva carrera amb One Direction, va compondre temes com «Taken», «Everything About You», «Same Mistakes», «Last First Kiss», «Back For You» i «Summer Love», pertanyents als àlbums Up All Night i Take me Home.
Morí el 16 d'octubre de 2024 al precipitar-se des del balcó d'un tercer pis d'un hotel de Palermo (Argentina). En investigacions posteriors a la seva mort, la fiscalia va apuntar com a possible causa un brot pel consum abusiu de drogues i d'alcohol.

## Discografia

### Àlbums amb One Direction
- Up All Night (2010)
- Take Me Home (2012)
- Midnight Memories (2013)
- Made in the A.M (2015)

### Àlbums i EPs en solitari
- LP1
- First Time (EP)